# Susan Carrizo
Berliz Susana Carrizo Escandela conocida como Susan Carrizo (Bachaquero, 24 de abril de 1984) es una modelo y empresaria venezolana conocida por su participación en el Miss Venezuela 2005.

## Biografía
Hija de una familia de clase media de la Costa Oriental del Lago, es la última de 3 hermanos, descendiente de zulianos marabinos.

## Carrera

### Miss Venezuela
Susan decide participar en el Miss Venezuela representando a la Costa Oriental, era estudiante de odontología de la Universidad del Zulia era la máxima favorita junto a Liliana Campa, y obtuvo la posición Miss World Venezuela, siendo la segunda Miss Costa Oriental, luego de Sharon Raquel Luengo Lugo Miss Costa Oriental 1990 , que ganó este título. Ella y Jictzad Viña al parecer fueron objeto de racismo por parte de la Organización Miss Venezuela debido a su color de piel (Ambas son Morenas), se dice Osmel Sousa las abandono, Carrizo obtuvo en el Miss Venezuela los títulos de "Mejor Sonrisa" y "Mejor Piel L'Ebel". Viajó al Miss Mundo 2005 donde no clasificó a pesar de su innegable porte y belleza.
Después Carrizo por poseer raíces italianas por sus abuelos, representó a Venezuela en el "Miss Italia Nel Mondo 2008", (clasificó en el Top 25 semifinalistas). Posteriormente se alejó del mundo artístico, culminó sus estudios y tiene una Agencia de Modelos y marca de ropa en Caracas, ciudad donde actualmente reside. 

### Televisión
En una entrevista con Daniela di Giacomo expuso lo que ella supone es "racismo" por parte de la Organización Miss Venezuela de su época.
En 2025 participó en un programa de competencia culinaria de Televen, Estrellas de la cocina.